# Rebecca De Mornay
Rebecca De Mornay (Santa Rosa, Kalifornia, 1959. augusztus 29. –) amerikai színésznő.

## Fiatalkora és tanulmányai
Rebecca De Mornay Julie Eagar és Wally George, eredeti nevén George Walter Pearch rádió- és televíziókommentátor gyermekeként jött a világra 1959. augusztus 29-én. Szülei kétéves korában elváltak, édesanyja hozzáment Richard De Mornay-hez, aki a nevére vette az akkor ötéves kislányt. Richard korai halálát követően Julie és fivére, Peter Európába költöztek át. A kislány Angliában és Ausztriában cseperedett fel. Tanulmányait "Summa cum laude" fejezte be, azóta is folyékonyan beszél németül és franciául.
Színészi tanulmányait Los Angelesben kezdte el, a Lee Strasberg Intézetben, majd Francis Ford Coppola Zoetrope Filmstúdiójában lett belőle gyakornok.

## Színészi pályafutása
Nancy 1981-ben tűnt fel először a filmvásznon, Francis Ford Coppola Szívbéli című filmjében. A Kockázatos üzlet című film főszereplőjeként Tom Cruise partnere volt 1983-ban. A Páros csillag című romantikus, zenés vígjátékban Debby Palmert alakította. Jon Voight és Eric Roberts mellett láthattuk a Szökevényvonat című akciófilmben, a Szépség és a szörnyeteg 1987-es feldolgozásában ő volt a Szépség.
A kéz, amely a bölcsőt ringatja című thrillerben a negatív főszereplő Peytont formálta meg. 1993-ban jött az Alexandre Dumas novellája alapján készült A három testőr, igazán parádés szereposztással, ebben Milady D'Wintert formálta meg. Szerepelt még a Sztár születik (2004) és a Változó szerelem (2010) című romantikus filmekben, illetve John Travolta 2016-os Bosszúra törve című akciófilmjében is. A Jessica Jones című sorozat tizenhárom epizódjában Dorothy Walker szerepében tűnt fel.

## Magánélete
1986-ban (más források szerint 1989-ben) ment hozzá Bruce Wagner regényíróhoz. A pár 1990-ben vált el. Rebecca öt évvel később újabb házasságot kötött, ezúttal Patrick O'Neal sportriporterrel. Két leányuk született, Sophia 1997-ben és Veronica 2001-ben. 2002-ben ez a házasság is válással végződött.

## Filmográfia

### Film
| Év   | Magyar cím                            | Eredeti cím                    | Szerep                      | Magyar hang      |
| ---- | ------------------------------------- | ------------------------------ | --------------------------- | ---------------- |
| 1982 | Szívbéli                              | One From The Heart             | beugró                      |                  |
| 1983 | Kockázatos üzlet                      | Risky Business                 | Lana                        | Kökényessy Ági   |
| 1983 | Kockázatos üzlet                      | Risky Business                 | Lana                        | Murányi Tünde    |
| 1983 | Testamentum                           | Testament                      | Cathy Pitkin                |                  |
| 1985 | Páros csillag                         | The Slugger's Wife             | Debby Huston Palmer         |                  |
| 1985 | Szökevényvonat                        | Runaway Train                  | Sara                        | Kovács Nóra      |
| 1985 | Szökevényvonat                        | Runaway Train                  | Sara                        | Tallós Rita      |
| 1985 | Út az ismeretlenbe                    | Trip To Bountiful              | Thelma                      |                  |
| 1987 | Szépség és a szörnyeteg               | Beauty And The Beast           | Szépség                     | Andrádi Zsanett  |
| 1988 | F.B.I. Akadémia                       | Feds                           | Elizabeth De Witt           | Hegyi Barbara    |
| 1988 | F.B.I. Akadémia                       | Feds                           | Elizabeth De Witt           | Orosz Anna       |
| 1988 | És Isten megteremté a nőt             | And God Created Woman          | Robin Shea                  | Orosz Helga      |
| 1989 | Brókerek, avagy a pénz megszállottjai | Dealers                        | Anna Schuman                | Györgyi Anna     |
| 1991 | Kínos viszony                         | An Inconvenient Woman          | Flo March                   | Orosz Helga      |
| 1991 | Lánglovagok                           | Backdraft                      | Helen McCaffrey             | Orosz Helga      |
| 1992 | A kéz, amely a bölcsőt ringatja       | The Hand That Rocks The Cradle | Mrs. Mott / Peyton Flanders | Tallós Rita      |
| 1993 | A három testőr                        | The Three Musketeers           | Milady de Winter            | Tallós Rita      |
| 1993 | Bűnben égve                           | Guilty As Sin                  | Jennifer Haines             | Dudás Eszter     |
| 1995 | Óvakodj az idegentől!                 | Never Talk To Strangers        | Dr. Sarah Taylor            | Udvaros Dorottya |
| 1996 | A nyerő                               | The Winner                     | Louise                      | Kovács Nóra      |
| 1999 | A tolvaj és a gyilkosok               | Thick As Thieves               | Loiuse Petrine              | Udvarias Anna    |
| 1999 |                                       | A Table for One                | Ruth Draper                 |                  |
| 2000 | Az igazi kísértés                     | The Right Temptation           | Derian McCall               | Spilák Klára     |
| 2003 | Azonosság                             | Identity                       | Caroline Suzanne            | Tallós Rita      |
| 2004 | Sztár születik                        | Raise Your Voice               | Nina nagynéni               | Kovács Nóra      |
| 2005 | Dogtown urai                          | Lords Of Dogtown               | Philaine                    |                  |
| 2005 | Ünneprontók ünnepe                    | Wedding Crashers               | Mrs. Kroeger                | Németh Kriszta   |
| 2007 |                                       | American Venus                 | Celia Lane                  |                  |
| 2007 |                                       | Music Within                   | Mrs. Pimental               |                  |
| 2010 | Változó szerelem                      | Flipped                        | Patsy Loski                 | Götz Anna        |
| 2010 | Anyák napja                           | Mother's Day                   | Natalie Koffin              |                  |
| 2012 |                                       | A Fonder Heart                 | Dr. Bach                    |                  |
| 2012 |                                       | Appartment 1303 3D             | Maddie Slate                |                  |
| 2012 | Amerikai pite: A találkozó            | American Reunion               | Rachel Finch                | Kovács Nóra      |
| 2016 |                                       | Collar                         | Ramona 'Nomi' Billingsley   |                  |
| 2016 | Bosszúra törve                        | I Am Wrath                     | Vivian                      | Ősi Ildikó       |
| 2018 |                                       | Periphery                      | Vi Warner                   |                  |
| 2020 |                                       | She Ball                       | Aggie                       |                  |

### Televízió
| Év        | Magyar cím                               | Eredeti cím                       | Szerep                              | Megjegyzések                                            |
| --------- | ---------------------------------------- | --------------------------------- | ----------------------------------- | ------------------------------------------------------- |
| 1986      |                                          | Tall Tales & Legends              | Slew Foot Sue                       | 1 epizód                                                |
| 1986      | A Morgue-utcai gyilkosság                | The Murders in the Rue Morgue     | Claire Dupin                        | - tévéfilm - magyar hangja: - Huszárik Kata             |
| 1990      | Bombaveszély                             | By Dawn's Early Light             | Moreau                              | tévéfilm                                                |
| 1991      | Kínos viszony                            | An Inconvenient Woman             | Flo March                           | - minisorozat (2 epizód) - magyar hangja: - Orosz Helga |
| 1991      | Báránybőrben                             | Blind Side                        | Lynn Kaines                         | - tévéfilm - magyar hangja: - Hegyi Barbara             |
| 1994      | Szabadlábon                              | Getting Out                       | Arlene Holsclaw                     | tévéfilm                                                |
| 1995      | Végtelen határok                         | The Outer Limits                  | nő                                  | 1 epizód (rendező)                                      |
| 1997      | Ragyogás                                 | The Shining                       | Wendy Torrance                      | minisorozat (3 epizód)                                  |
| 1998      | A pasifaló csaló                         | The Con                           | Barbara Beaton / Nancy Thoroughgood | - tévéfilm - magyar hangja: - Kisfalvi Krisztina        |
| 1999      |                                          | Night Ride Home                   | Nora Mahler                         | tévéfilm                                                |
| 1999      | Vészhelyzet                              | ER                                | Elaine Nichols                      | 5 epizód                                                |
| 2000      |                                          | Range of Motion                   | Lainey Berman                       | tévéfilm                                                |
| 2001      | Női titkok                               | A Girl Thing                      | Kim McCormack                       | - tévéfilm - magyar hangja: - Für Anikó                 |
| 2002      | A salemi boszorkányper                   | Salem Witch Trials                | Elizabeth Parris                    | - tévéfilm - magyar hangja: - Kiss Eszter               |
| 2003      |                                          | No Place Like Home                | ismeretlen szerep                   | tévéfilm                                                |
| 2003      |                                          | Boomtown                          | Sabrina Fithian / Jill Foster       | 2 epizód                                                |
| 2004      | Ügyvédek                                 | The Practice                      | Hannah Rose                         | 4 epizód                                                |
| 2006      | Esküdt ellenségek: Különleges ügyosztály | Law & Order: Special Victims Unit | Tessa McKellen                      | 1 epizód                                                |
| 2007      | John Cincinattiból                       | John from Cincinnati              | Cissy Yost                          | 10 epizód                                               |
| 2013      |                                          | Hatfields & McCoys                | Mary Hatfield                       | - próbaepizód - (nem került adásba)                     |
| 2013      | Hawaii Five-0                            | Hawaii Five-0                     | Barbara Cotchin                     | 1 epizód                                                |
| 2015–2019 | Jessica Jones                            | Jessica Jones                     | Dorothy Walker                      | 13 epizód                                               |
| 2016–2021 | Lucifer az Újvilágban                    | Lucifer                           | Penelope Decker                     | 3 epizód                                                |